# Passion (musical)
Passion – musical w jednym akcie z muzyką i słowami Stephena Sondheima oraz Scenariuszem Jamesa Lapine'a, na podstawie filmu Ettore Scoli - Passione d'Amore (będącego adaptacją powieści Iginio Ugo Tarchettiego pod tytułem Fosca).
Historia jest umiejscowiona w 1863 roku we Włoszech. Fabuła skupia się wokół młodego żołnierza Giorgio i zmian, które w nim zachodzą, za sprawą obsesyjnej miłości, jaką darzy go Fosca, kuzynka pułkownika Ricciego.

## Sceny i utwory muzyczne
Scena 1
- Happiness - Clara i Giorgio

Scena 2
- First Letter ("Clara, I cried...") - Clara i Giorgio
- Second Letter ("Giorgio, I too have cried") - Clara i Giorgio
- Third Letter ("Clara, I'm in hell") - Clara, Giorgio i Żołnierze
- Fourth Letter ("Yesterday I walked through the park...") - Clara
- I Read - Fosca
- Transition #1 ("How can I describe her?"/"The town - it is remote, isn't it?") - Giorgio/Żołnierze

Scena 3
- Garden Sequence
  - "All the while as we strolled..." - Giorgio, Clara
  - "Love that fills every waking moment..." - Clara, Giorgio
  - "To speak to me of love..." - Fosca

Scena 4
- Three Days - Fosca
- Transition #2 ("All the time I watched from my room...") - Żołnierze

Scena 5
- Happiness - Trio (Fifth Letter) - Fosca, Giorgio, Clara
- Transition #3 ("I watched you from my window...") - Attendants

Scena 6
- Three weeks/"This is hell..." - Clara/Żołnierze

Scena 7
- "God, you are so beautiful..." (Happiness) - Fosca
- I Wish I Could Forget You - Fosca, (Giorgio)
- Transition #4 ("How can I describe her? The wretchedness, the embarassment.") - Żołnierze

Scena 8
- Soldiers' Gossip #1 - Żołnierze

Scena 9
- Flashback - Pułkownik Ricci, Fosca, Matka Fosci, Ojciec Fosci, Ludowic, kobieta

Scena 10
- Sunrise Letter - Clara i Giorgio
- Is This What You Call Love? - Giorgio

Scena 11
- Soldiers' Gossip #2 - Żołnierze
- Transition #5 - Nightmare ("Everywhere I turn...") - Grupa #1 i #2

Scena 12
- Transition #6 ("To feel a woman's touch...") - Major Rizolli
- Forty Days - Clara
- Loving You - Fosca
- Transition #7 ("How long were we apart") - kobieta i mężczyzna
- Soldiers' Gossip #3 - Żołnierze

Scena 13
- "Giorgio, I didn't tell you in my letter" - Clara

Scena 14.
- La Pace Sulla Terra (Peace on Earth) - Porucznik Torasso
- Farewell Letter - Clara
- Just Another Love Story (Happiness/Is This What You Call Love?) - Giorgio i Clara

Scena 15
- No One Has Ever Loved Me (Extended) - Giorgio (do Dr. Tambourriego)[a]
- No One Has Ever Loved Me - Giorgio (do Fosci)
- "All this happiness..." (Happiness - Reprise) - Fosca

Scena 16
- The Duel

Scena 17
- Final Transition - Zespół
- Finale (Your Love Will Live In Me) - Giorgio, Fosca, Zespół

## Źródła
- Passion w bazie Internet Broadway Database
- Passion - Sondheim Guide
- podział na 17 scen, wg Sondheima
- castalbums.org
- Passion, Music Theatre International
- Passion - Musical Stephena Sondheima i Jamesa Lapine'a. passion.thebluesky.de. [zarchiwizowane z tego adresu (2007-02-22)].
- Jak musical Passion zmieniał się podczas pokazów przedpremierowych. sondheimreview.com. [zarchiwizowane z tego adresu (2007-12-07)]., artykuł z 1994 roku